# 五氯化钼
五氯化钼是一种无机化合物，化学式为[MoCl5]2，是一个二聚体。这种暗色挥发性的固体可用于制备其它钼化合物的研究。它对湿气敏感，可溶于氯代溶剂。

## 结构
每个钼具有local八面体对称，在两个钼之间由两个氯桥连接。在W、Nb、Ta的五氯化物中，也发现了相似的结构。在气相中或溶液中的一部分，二聚体部分解离，得到单体五氯化物。其单体具有顺磁性，每个钼中心具有一个未配对电子，形式氧化态为+5，在金属中心留下一个价电子。

## 制备与性质
MoCl5可以通过金属钼和氯气反应得到，或由三氧化钼的氯化得到。而MoCl6不稳定。
MoCl5是一种强氧化剂，可以被乙腈还原，得到橙色配合物MoCl4(MeCN)2，它可以和THF反应，得到MoCl4(THF)2——其它含钼配合物的前体。MoCl5可以被HBr还原，生成四溴化钼。在溴乙烷中（−50 °C）进行溴化反应，可以得到中间体MoBr5，它在20 °C分解，生成MoBr4和Br2：
2 MoCl5 + 10 HBr → 2 MoBr4 + 10 HCl + Br2
MoBr4和THF反应，生成含Mo(III)的物种mer-MoBr3(THF)3。
MoCl5对于难被氧化的配体来说是一种优良的路易斯酸。它能和Cl−形成[MoCl6]−配离子。在有机合成中，该化合物偶尔会用于氯化反应、脱氧反应和氧化偶联反应。

## 安全性
MoCl5是一种强氧化剂，并且可以迅速水解，放出HCl。